# Hilda Rix Nicholas
Hilda Rix Nicholas (de soltera Rix, después Hilda Rix Wright, 1 de septiembre de 1884 - 3 de agosto de 1961) fue una artista australiana.

## Biografía
Hilda Rix nació en la ciudad de Ballarat, ubicada en el estado de Victoria. Su padre fue administrador educativo y poeta; su madre fue músico y artista. Hilda Rix fue alumna de un miembro destacado de la Escuela de Heildelberg, Frederick McCubbin, en la Galería Nacional de la Escuela de Arte de Victoria de 1902 a 1905 y fue miembro joven de la Sociedad de Mujeres Pintoras y Escultoras de Melbourne.
Después de la muerte de su padre en 1907, Hilda Rix, su única hermana, Elsie, y su madre viajaron a Europa, donde ella retomó sus estudios en Londres y después en París. Sus maestros durante este periodo incluyeron a John Hassall, Richard Emil Miller y Théophile Steinlen.
Tras su viaje a Tánger en 1912, Rix tuvo varias exhibiciones exitosas de su trabajo gracias a un dibujo, Grande Marche, Tanger, adquirido por el gobierno francés. Ella fue una de las primeras artistas australianas en pintar paisajes posimpresionistas. Fue nombrada miembro de la Société des Peintres Orientalistes Français y tuvo trabajos exhibidos en el Salón de París en 1911 y en 1913.
Dado el inicio de la Primera Guerra Mundial, su familia salió de Francia para migrar a Inglaterra. Ahí, la hermana de Rix murió en el año de 1914, seguida por su madre en 1915. Un año después, en 1916, Hilda Rix conoció y se casó con George Matson Nicholas, quien fue asesinado un mes después en el Frente Occidental.
En 1918 Hilda Rix regresó a Australia y retomó la pintura de manera profesional. Exhibió más de mil obras en el Guild Hall de Melbourne. Muchos de estos trabajos fueron vendidos,
incluyendo In Picardy, adquirido por la National Gallery of Victoria.
Después de pintar en el medio rural de Australia, Rix regresó a Europa en los primeros años de la década de los veinte. Una exhibición en París en 1925 la llevó a vender su trabajo In Australia al Museo de Luxemburgo,
continuando con una extensiva gira de sus pinturas alrededor de las galerías de arte británicas de la región. Consecuente a esto tuvo otras exhibiciones, incluyendo en la International Society of Sculptors, Painters and Gravers, y en la Royal Academy of Arts, ambas en Londres. Debido a la inclusión de varios de sus trabajos en 1926 a la exhibición Spring en la Société Nationale des Beaux-Arts en París, ella fue hecha Associate de esa organización.
Rix Nicholas regresó a Australia en 1926 y en 1928 se casó con Edgar Wright, a quien había conocido durante sus viajes en los primeros
años de 1920. La
pareja se asentó en Delegate, New South Wales; su único hijo, un niño llamado Rix Wright nació en 1930. Aunque ella continuo pintando trabajos significativos incluyendo The Summer House y The Fais Musterer, Rix Nicholas, creció fuera de las tendencias del arte australiano. Fue una crítica acérrima del modernismo y desdeñosa del trabajo de emergentes artistas principales como Russell Drysdale y William Dobell, Sus imágenes permanecieron didácticas, retratando la idea de una Australia pastoral y las revisiones
de sus exhibiciones crecieron aún más desiguales. Ella tuvo su último show en solitario en 1947. Rix Nicholas permaneció en Delegate hasta su muerte en 1961. Sus trabajos permanecen, en su mayor parte, en colecciones australianas, incluyéndola en las Art Gallery of South Australia, Australian War Memorial, National Gallery of Australia, National Gallery of Victoria, y la Queensland Art Gallery.

## Primeros años
Henry Finch Rix y Elizabeth Sutton, quienes habían migrado a Australia durante su infancia en compañía de sus familias, se conocieron y casaron en 1876 en Victoria. Tuvieron dos hijas, Elsie Bertha nació en 1877 y Emily Hilda (conocida solo como Hilda), nació en Ballarat el 1 de septiembre de 1884. Las niñas Rix crecieron en una familiar bendecida y enérgica. Henry, maestro de matemáticas, fue nombrado Inspector escolar de distrito en la década de 1880; también fue poeta y escribió poemas en apoyo de la Federación Australiana, y jugó fútbol australiano para el Carlton Football Club. Elizabeth creció asistiendo a sus padres en su prósperos negocio de música en Ballarat, y fue una cantante que se presentaba con la Ballarat Harmonic Society... Además ella fue una artista con un taller en Melbourne´s Flinders Street y miembro del comité de Austral Salon, “un lugar para mujer interesadas en las bellas artes”." Ella pintaba en un estilo académico, generalmente elegía flores o Bodegón como temas, aunque también pintaba grandes paisajes en la región de Beechworth.

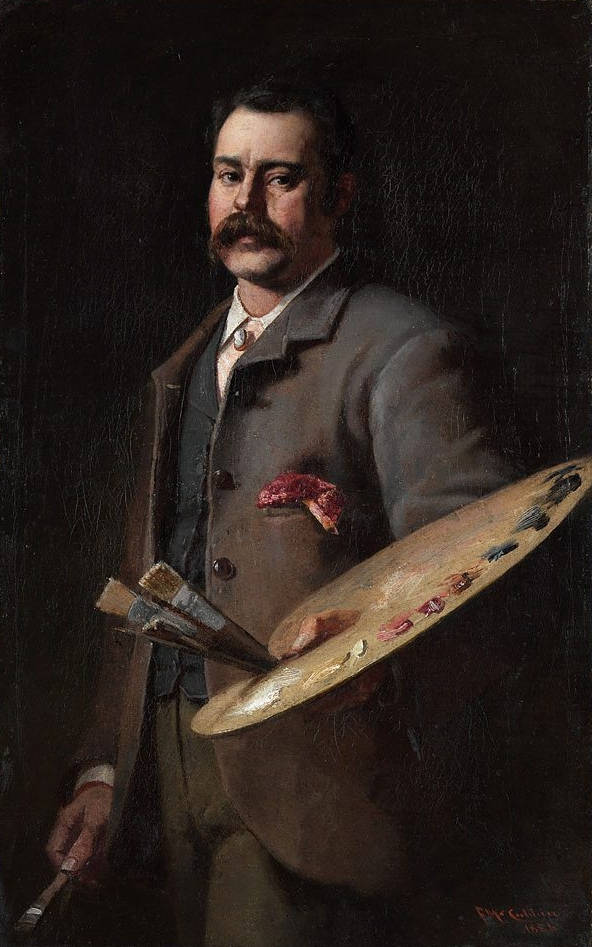
Autorretrato de Frederick McCubbin, miembro de Heidelber School, la primera influencia importante en Rix.

 Hilda Rix y su hermana tocaban instrumentos musicales en su infancia, y presentaban canciones y bailes en shows regionales. Elsie canto y actuó en reuniones en el Astral Salon, y su hermana colaboraba en hacer carteles para anunciar las actividades del salón. Cuando era niña, Hilda mostraba entusiasmo por la pintura. Sus esfuerzos artísticos mostraron resultados cuando ella asistió a la escuela en Melbourne´s Grils Grammar, conocido como Merton Hall, sin embargo en otros aspectos Hilda no fue una estudiante sobresaliente. Hilda y Elsie tomaron clases de arte con Mr Mather, antes de que Hilda fuera a estudiar a National Gallery of Victorian Art Schoolf de 1902 a 1905, donde fue instruida por un líder miembro de Heidelberg School, Frederick McCubbin. Sus compañeros de clase en su mayoría fueron mujeres, incluyendo a Jessie Traill, Norah Gurdon, Ruth Sutherland, Dora Wilson y Vida Lahey. Rix pudo posteriormente ser crítica de los métodos de enseñanza de McCubbin, refiriéndose a sus métodos como “vagas persuasiones”. No obstante, el autor de la única biografía comprensible de Rix, John
Pigot, condieró que McCubbin la influencio en varias maneras; él enfatizaba la creatividad de las individuos sobre cualquier imitación de cualquier escuela de pintura; él moldeó la importancia de las ideas nacionalistas y temas que se volvieron realmente relevantes en sus últimas pinturas; y su trabajo enfatizó el tema de la pintura por sobre los aspectos técnicos.
Pinturas de Rix durante su periodo de estudiante fueron incluidas en una exhibición anual en el Victorian Artists' Society y en el Austral Salon. Al mismo tiempo, ella estaba trabajando como ilustradora profesional de libros de texto y periódicos, el School Paper, publicado por el Departamento de Educación de Victoria. En 1903, todos los miembros femeninos tenían trabajos incluidos en la exhibición del Austral Salon.
Uno de los primeros cuadernos de bocetos de Rix sobrevive y algunas páginas fueron reproducidas en 2012 en el libro, In search of beauty. A pesar de que ella describe los trabajos como “sus dibujos más tempranos cuando era niña en Melbourne”, las fechas de las páginas indican que fueron creados cuando ella tenía al menos veinte años. En su mayor parte son retratos de mujeres, los vestidos y utensilios de sus temas reflejan el entorno relativamente próspero y educado del que la familia Rix era parte.
En este periodo, era común que aspirantes artistas australianos buscaran mayor entrenamiento en Europa, particularmente en Londres y París. Henry Rix arreglo un viaje con su familia para poder viajar a Europa juntos, y así el poder estudiar las reformas de la educación Británica. Henry compró boletos de primera clase para viajar en 1906. Desafortunadamente, él murió de manera repentina debido al exceso de trabajo y una enfermedad ya existente; provocando la suspensión del viaje. Denegada la pensión para su viuda (Henry tenía 58 años, demasiado joven para que su esposa fuera elegible), la familia tuvo que reorganizar sus asuntos si querían ser capaces de financiar su viaje a Europa. Finalmente, combinando una herencia, el ingreso de una renta por su casa, dinero ahorrado por la venta de trabajos de madre e hija, fueron capaces de cambiar los boletos de primera clase por segunda clase y embarcarse hacia Inglaterra en 1907.

## Europa 1907–12

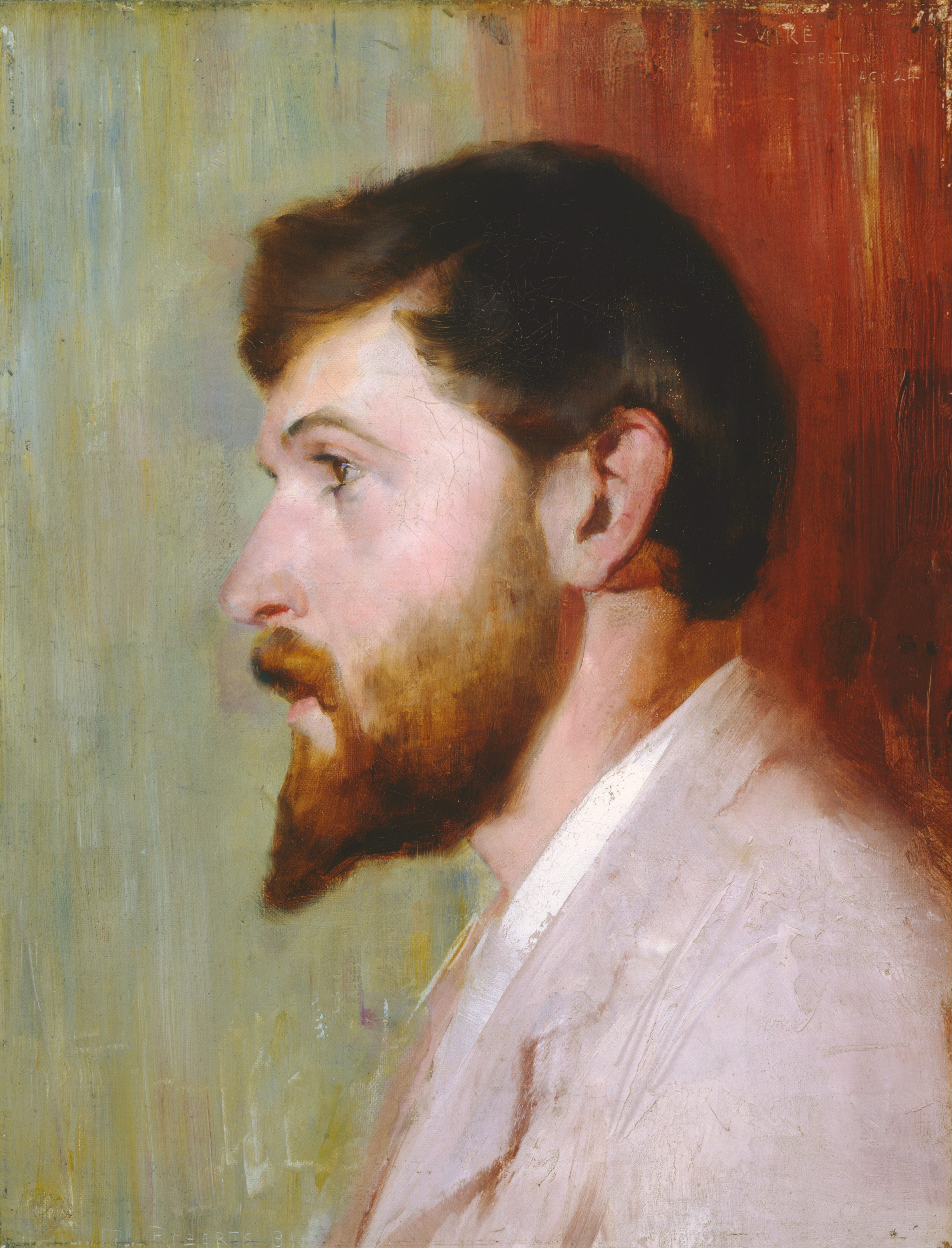
Arthur Streeton, pintado por Tom Roberts. Rix siguió su consejo de estudiar con distintos maestros.

Justo antes de dejar Australia, Rix fue advertida por el pintor Arthur Streeton para que estudiara con distintos maestros, con el objetivo de preservar su originalidad.
Su consecuente carrera refleja esta advertencia. Uno de sus principales maestros fue John Hassall, aunque inicialmente él había dicho que ella dibujaba mejor que él. Rix lo consideró “simplemente genial”, y Pigot le da el crédito al estilo simple y directo de Hassall de influenciar la posterior práctica de la artista.
Más tarde en 1907, Rix se mudó a París. Ahí se encontró con el artista australiano Emanuel Philips Fox, fue a una expedición para hacer bocetos al Jadin du Luxembourg, donde Ethel Carrick Fox también trabaja, y se hizo estudiante en la Academie Delecluse, operada por el pintor académico Auguste Delecluse... El año siguiente fue instruida por el americano impresionista, Richard Emil Miller, de quien adquirió el uso relativo de una paleta de colores
brillante, no siempre naturalista, así como su hábil técnica. Sin embargo, ella no siguió su predilección por composiciones bonitas, en lugar de eso favoreció imágenes más directas y claras... Continuando con su camino de adquirir habilidades de un amplio rango de artistas, su siguiente lugar de estudio fue la Académie de la Grande Chaumière, inclusive con el ilustrador suizo Théophile Steinlen. En los veranos, en conjunto con su hermana y madre, viajaron a través de Francia e Italia en 1908. Mientras que en veranos posteriores, ellas pasaron tiempo en la colonia de artista sen la villa pesquera de Étaples, en la costa francesa del norte. Entre los artistas pintando ahí se encontraba Frenchman Jules Adler, quien se interesó por el trabajo de Rix, al igual que muchos australianos como Rupert Bunny, James Peter Quinn, Edward Officer y uno de los residentes de la colonia más antiguos, Iso Rae.
Alrededor de 1909, Hilda Rix conoció a Wim Brat, un estudiante de arquitectura perteneciente a una acaudalada familia holandesa. Él pidió a la madre de Hilda su aprobación para casarse, la señora Rix acepto. Un feliz compromiso se volvió amargo cuando Rix paso algún tiempo en la casa de su prometido y pudo darse cuenta de que su futuro marido era controlado por su madre, quien desaprobaba completamente la unión. Rix se vio obligada a romper el compromiso.
Rix continuo trabajando duro, y fue premiada con éxito al tener su trabajo colgado en el Paris Salon en 1911, junto a compañeros australianos, Arthur Streeton y George Bell.

## Pinturas Marroquíes 1912–14
Rix visitó el norte de África dos veces. La primera vez se unió a Henry Ossawa Tanner, un pintor americano, su esposa y a una Miss Simpson en un viaje a Marruecos en enero de 1912. Ellos viajaron pasando por España, donde ella vio el trabajo de Velázquez, cuyas composiciones y paletas de colores ella admiro
gratamente. El destino era Tánger, un lugar donde muchos otros artistas habían encontrado inspiración. Jean-Joseph Benjamin-Constant vivió y pintó ahí en la década de 1970, mientras Renoir y John Singer Sargent la visitaron en la década de 1980. Henri Matisse y Rix estuvieron ahí al mismo tiempo, durante su estancia ambos visitaron Tetuán en el protectorado español de Marruecos, cerca de 60 kilómetros al este de Tánger; ellos también usaron el mismo modelo en sus trabajos.
Por tres meses, Rix hizo bocetos y dibujo en Tangier, pasando el tiempo en el mercado al aire libre o soko. Su entusiasmo por el lugar fue evidente por su correspondencia:
Imagíname en este mercado - paso casi todo los días y me fascina completamente – he hecho 16 dibujos y dos óleos hasta ahora – me siento verdaderamente en casa ahora, así que sacare mis pigmentos ahora – quiero acostumbrarme a las personas y a las cosas primero –¡ Oh, cuanto amo todo! … Oh, el sol está brillando debo salir a trabajar.
Marruecos tuvo un efecto en Rix similar al provocado a otros artistas visitantes. Pinturas creadas con colores claves para capturar la intensa luz del norte de África, la mayoría de los trabajos se concentran en las figuras, vestimenta y actividades de las personas, o en la arquitectura local. Una interpretación de la perspectiva de Rix es que ella era una orientalista, en el sentido usado por el académico Edward Said. Sin embargo, Hoorn argumenta que ella y su hermana fueron significantes puntos representativos del orientalismo: ellas se enfocaban en la experiencia común de la naturaleza humana en lugar de las expresiones diferentes de cultura, y ellas buscaron retratar la vida cotidiana de Tánger como lo encontraron, en lugar de aspectos generalizados del oriente. Sus trabajos igualmente reflejan el
modernista interés en el empirismo: haciendo uso de la luz brillante del norte de África para ayudar a resaltar las estructuras y formas que crean impresiones visuales. Estéticamente, las pinturas marroquíes de Rix han sido caracterizadas como “las más abstractas, planas y pos-impresionistas de su carrera”. Si esto es reflejo de la influencia de Matisse es desconocido, a pesar de que ambos coincidieron en su visitas a Tanger, no hay una certeza de que se hayan conocido. Rix fue una de las primeras artistas australianas en pintar paisajes pos-impresionistas, representado por trabajos como Men in the Market Place, Tangier (1914) y View of Tangier (1915), producidas durante su segunda visita a la ciudad. Dichos trabajos demuestran el desarrollo
del estilo de Rix a esa fecha: trazos de pincel suelto, una paleta de colores bajos, y un énfasis en la luz y sombra, afectando ambas impresiones, las provocadas por la pintura y el tratamiento de las figuras individuales.
El viaje de 1912 representó un punto clave en su trabajo, que la llevó a varios exhibiciones y a su primera aclamada crítica internacional.
El viaje fue tema también de uno de los pocos libros acerca del trabajo del artista, Jeanette Hoorn, Idilio Marroquí: arte y orientalismo de Hilda Rix Nicholas y Elsie Rix. La exhibición de su primer trabajo produjo resultados inmediatos: el gobierno francés adquirió una de las imágenes del mercado en Tánger, y en 1913 ella tenía otra vez pinturas colgadas en el Paris Salon. La adquisición del gobierno francés fue un dibujo en pastel, Grande Marche, Tanger, el cual más tarde ella copiaría en óleo. El dibujo fue discutido de manera favorable en la edición francesa del New York Herald, pero no fue así por el crítico del The Sydney Morning Herald, quién se quejó  “el dibujo y los colores son excéntricos, más allá de la manera pos-impresionista” y describió la figura central como “grotesca en su necesidad de terminar”.
El crítico del Herald estuvo en desacuerdo con un sentimiento predominante. Su éxito fue ampliamente reconocido en periódicos de Australia, como el Mercury de Hobart, Argus de Melbournes y el Register de Adelaide. Además de mostrar los resultados de su viaje en el Salón, ella fue invitada a mostrar su colección en 1913 en la Société des Peintres Orientalistes Français, también en París. Rix fue hecha miembro de la sociedad. En noviembre de 1912, tuvo una exhibición en solo en la privilegiada galería, Galery J Chaine and Simonson. Su trabajo fue ilustrado en el Notre Gazatte, reflejando su emergente estatus como artista significante, y la prensa francesa reporto sus exhibiciones.
Ella regresó de nuevo a Tánger en 1914, esta vez con su hermana Elsie, quien también hizo algunos dibujos y escritos, pero que principal objetivo era hacer compañía a su hermana y protegerla de fisgones curiosos mientras ella pintaba. Rix pintaba regularmente en el soko, donde ambas atraían demasiada atención interrumpiendo así el flujo del tráfico mientras realizaba sus bocetos. Las hermanas regresaron a Inglaterra y después a Francia, donde Rix paso el verano una vez más en Etaples, hasta el inicio de la Primera Guerra Mundial, resultando en la necesidad de evacuar a Londres en agosto.

## Desastre 1914–18
La retirada a Londres marcó el inicio de un periodo trágico. La madre de Rix había estado indispuesta de salud y se deterioró durante el traslado de Francia a Inglaterra. Elizabeth fue transferida al hospital cuando aterrizaron; se consideró parcialmente recuperada y fue trasladada a un asilo, al mismo tiempo su otra hija, Elsie, se enfermó.
Rix se encargó de cuidar a ambos miembros de la familia, hasta el 2 de septiembre de 1914, cuando Elsie murió. Durante tres meses, Rix ocultó la noticia a su madre, temiendo que el sufrimiento provocado por la noticia fuera a dañar aún más su frágil condición. Elizabeth sobrevivió la noticia, pero mientras la guerra continuo, la exposición artística de Rix disminuyó casi a nada. Después, en marzo de 1916. Elizabeth murió.
Rix solo tenía poco más de 30 años, y toda su familia inmediata había fallecido. Recordando esta experiencia, tiempo después ella escribió “Yo podía escasamente poner un pie frente al otro y caminar como una cosa vieja”.
Más desgracias esperaban en la tienda. En Francia, un oficial australiano, capitán George Matson Nicholas, fue ubicado en Étaples. Ahí escucho acerca de una mujer australiana
que había tenido que abandonar sus pinturas cuando ella y su familia habían tenido que abandonar de manera inesperada a Inglaterra.
Nicholas buscó los trabajos y quedó admiradó, y decidió contactar a la artista antes de partir. Él conoció a Rix en septiembre de 1916, y se casaron el 7 de octubre en St
Saviour´s, Warwick Avenue en Londres. Después de tres días juntos, el regreso para presentarse al servicio; ella quedó viuda cinco semanas después el 14 de noviembre, cuando él recibió un disparo y murió durante la batalle de Flres, en la frontera occidental. Inicialmente escribió en su diario que había perdido las ganas de vivir, el duelo de Rix Nicholas se puede ver en la expresión de las siguientes tres pinturas; Those who Would Have Been Their Sons, They Gave Their Inmortality (frase de un poema de Rupert Brooke),  Desolation and Pro Humanitate. La segunda de estas pinturas (destruida en 1930) retrata a una demacrada y llorosa mujer envuelta en un manto negro agachada en medio de un campo de batalla sin rasgos distintivos pero con cruces en tumbas lejanas. La National Gallery de Australia tiene un dibujo a carboncillo como un estudio al trabajo. El primero fue “un portarretrato acunando a un niño fantasma”, mientras que el tercero representa la tragedia de su corto
matrimonio con Nicholas. Visualizando la ruina de la guerra, sus trabajos son más personales con respecto a otros artistas de los últimos años de la Primera Guerra Mundial; tales como Paul Nash y Eric Kennington, además de que su representación de la viudez es inusual para su tiempo, y confrontante para el espectador.

## Regreso a Australia, 1918–1923
En marzo de 1918, Rix Nicholas, junto con su cuñado Athol Nicholas, dejaron Inglaterra para regresar a Melbourne el 10 de mayo. Con el apoyo denHenrietta Gulliver y los miembros del Women´s art club, Rix Nicholas comenzó a retomar su carrera como artista profesional. No tardó mucho en conseguirlo. En noviembre, ella estaba entre los miembros del club cuyos trabajos habían sido presentados en el Athaeneum Hall, donde un crítico la describió como “la personalidad dominante del show”. Al mismo tiempo en Melbourne´s Guild Hall ella tuvo una gran exhibición de sus pinturas de Europa y el norte de África, pinturas y bocetos, con más de 100 trabajos presentados. Muchos fueron vendidos, incluyendo In Picardy, adquirido por la National Gallery of Victoria. Notando el éxito de la artista en París y Londres, el crítico del The Argus, admiró su “apreciación de carácter y talento por observación y representación”, mientras que el The Age fue impactado por “la influencia del impresionismo francés moderno en sus pinturas y su valiente trazo de rayos de sol y efectos al aire libre” Cuando la exhibición viajó a Sídney en 1919, críticos fueron igualmente positivos en ambos periódicos y por su parecido a Julia Ashton, Antonio Dattilo Rubbo y Grace Cossington Smith.
Rix Nicholas continuo experimentado éxito en sus exhibiciones y con críticas favorables en la prensa de manera regular, como por su trabajo en el Queen Victoria Markets en septiembre de 1920. Sin embargo, Pigot ha argumentado que en su tiempo su lugar en el arte australiano era
complejo, y su estilo fue afectado por vigorosos debates acerca del emergente modernismo, el cual había mostrado resistencia por los críticos locales. Su experiencia de una Australia más conservadora, y los efectos de las muertes de sus seres queridos, contribuyeron a que Rix abandonara el arte experimental, y regresara a temas más académicos y figurativos. Esto último tuvo un efecto perjudicial a largo plazo en la trayectoria de su carrera. Pigot también opina que su rechazo a conformarse con las expectativas de género establecidas por los artistas australianos la llevaron la rechazo.
En 1922, una competencia fue anunciada por los síndicos de la librería pública de Melbourne, para la creación de un mural en conmemoración de la Great War. Rix Nicholas preparó y
publicó una entrada a la competencia. Tres jueces, académicos respetados de Melbourne, presentaron un reporte a los síndicos, quienes se reunieron a considerar las entradas recibidas. Los síndicos votaron seis de cinco para dar la comisión a Harold Septimus Power, a pesar del hecho de que él no cumplía con los requisitos necesarios para participar. Ellos no hicieron público el reporte y decidieron no exhibir ninguno de los trabajos participantes así como negar la entrega de un premio. Un periódico publicó que Rix Nicholas había estado entre los tres primero, ella estaba furiosa al igual que algunos soldados que escribieron cartas al periódico. Pigot sugiere que el género fue un factor: “Mientras que el reclamo de Rix Nicholas de ser un artista de guerra es legítimo, el hecho de que es una mujer significa que le fue negado un lugar de igualdad”. Más tarde, el mismo año, el Australian War Memorial decidió adquirir un trabajo de Rix, el portarretrato de una mujer francesa (titulado AMother of France (1914)), pero no otro trabajo ofrecido donde se mostraba a un soldado australiano (A Man (1921)); de acuerdo a Pigot, esto refleja el enfoque de género tomado por las instituciones, donde
es considerado que el sujeto de retrato dependen del sexo del artista.
Las pinturas con temas de guerra fueron solo un aspecto del desarrollo del compromiso de Rix Nicholas con respecto a los ideales nacionalistas y la heroica representación de Australia. En el tiempo de su exhibición en 1919, Rix comentó que ella deseaba "mostrar a la gente (europea) las posesiones de una tierra de belleza donde el plan de color es tan diferente, y que ha mandado tantos hombres galantes a la lucha de la libertad". En respecto a esto ella estaba siguiendo la tradición de Heidelberg School y escritores como Henry Lawson y Banjo Paterson, quienes exaltan las virtudes de una vida pionera. Acompañado de su amiga Dorothy Richmon, Rix Nicholas se planteó pintar el rural New South Wales, comenzando en Delegate, un pequeño pueblo en la frontera de New South Wales y Victoria. Aquí, ella creó numerosos trabajos, incluyendo In Australia, His Land, y  The Shrearers. Otros trabajos de este periodo son The Three Sisters, Blue Mountains (1921-1922), el cual esta en la colección de National Gallery Of Australia. Mientras que las imágenes y argumentos del patriotismo australiano eran dominados por el género masculino, los portarretratos de Rix eran frecuentemente de mujeres, como en The Monaro Pioneer, The Magpie´s Song and Motherhood.
De regreso en Sídney, Rix Nicholas presentó otra exhibición en solo en agosto de 1923. Otra vez fue criticada de manera positiva y de nuevo la descripción de su trabajo fue en términos masculinos: el crítico de Sydney Sunday Times la describió así " la mujer más viril, y en muchos sentidos la más fuerte pintora australiana que Australia haya producido". A Rix le desagradó ser descrita como una "mujer" artista, pero tomó la crítica cumplido, teniendo en cuenta como eran las críticas en general para las pinturas realizadas por mujeres

## Segundo viaje a Europa, 1924–26
En 1924, Rix Nicholas, viajó otra vez con Dorothy Richmond, se trasladó a Francia con la intención de exhibir sus trabajos en Europa. Ella viajó en el Ormonde, en el que también iba el equipo olímpico australiano. Ella hizo amistad con varios de los miembros del equipo y pintó un retrato para una competencia artística de las olimpiadas.
Llegó a París en junio, eventualmente Rix Nicholas rentó un estudio en Montparnasse, que anteriormente había pertenecido a la artista francés Rosa Bonheur. Una exhibición en el "prestigioso" Geroges Petit Galerie en París, en enero de 1925, fue un gran éxito. La condujo a importantes ventas, incluyendo como comprador al Museo de Luxemburgo, convirtiese en la única mujer australiana en tener más de un trabajo suyo en su colección. De acorde a un reporte ella es una de tres artistas australianos que han sido representado de todos los tiempos, los otros dos son Rupert Bunny y Arthur Streeton. La exhibición también la condujo a un tour de sus trabajos por galerías de Londres y regiones británicas, fue la primera vez que un artista australiano logró tal prominencia; de 1926 a 1928, sus trabajos estuvieron en Hull, Sunderland, Tyne and Wear, Bootle, Blackpool, Northampton, Warrington, Folkestone, Leicester, Derby, Gateshead and Leek in Staffordshire.
La obra adquirida por el Luxemburgo en 1925 fue In Australia, un retrato de Ned Wright, manager de la propiedad en Delegate donde ella se había hospedado en los primero años de la década de 1920. él fue retratado en un caballo, una pipa y brillantes dientes, con un paisaje panorámico de la Australia rural. Su postura es casual y heroica, consistente con el crecimiento nacionalismo de la época.
En 1925 hubo más exhibiciones, inclusive en la International Society of Sculptors, Painters and Gravers, y en la Royal Academy of Art, ambos es Londres. También en Londres, una exhibición solo tuvo lugar en Beaux Arts Gallery en diciembre, en la cual estuvo su pintura His Land. El trabajo fue descrito por un crítico "tiene la rara cualidad de combinar el espíritu de la vida en el Commonwealth al mismo tiempo que retrata la vida gráficamente...toda la imagen parece combinar la atmósfera soleada de Australia". Como In Australia, este trabajo también sugirió la virilidad y fuerza de Rix Nicholas, que prevalecian en sus pinturas de Australia.
En el mismo año. Rix creó una de sus más maravillosas obras, que también fue su lienzo más grande. Midiendo casi 2 m de altura y 128 centímetros de ancho. Les fleurs dédaignées ('Las flores despreciadass') es un "desconcertante" y "atrayente" retrato de una joven mujer en vestimenta a la moda del siglo XVIII. No está pintado con la técnica típica de la artista, pero tiene un estilo manerista, el tema enfrente al espectador de una manera glacial, su postura tensa, expresión indescifrable, con un montón de flores alrededor de su enorme vestido. Aunque el retrato sea de una joven, la modelo fue "una parisina, modelo profesional y prostituta, con reputación de ser malhumorada." El ambiente creado en este trabajo enfrenta; un estilo artístico del siglo XVI, tapicería del siglo XVII y un vestido del siglo XVIII, creado por un artista del siglo XX. Realmente refleja el campo de habilidades y ambiciones de Rix, y fue pintado con la específica intención de ser colgado en el Paris Salon. Cuando la obra fue mostrada en Sídney en 1927, atrajo la atención de la crítica del The Sydney Morning Herald:

Por la combinación de gracias, fuerza dramática y claridad de la técnica, este cuadro será difícil de superar. No hay nada rebuscado, cuenta la historia con vivida claridad. Como fondo. Rix Nicholas ha creado una pieza de tapiceria antigua, los arobles a ambos lados se inclinen sobre el rostro y los hombros y se destaquen claramente sobre una extensión de cielo azul y detrás del cuerpo se extienda una campiña llena de torres, rios y arboles. La cantidad de convencionalismo de este fondo concuerda exactamente con el traje del siglo XVIII, todas las rosas cultivadas y el heliotropo; y toda cantidad de armoniosos detalles que concuerdan con el tipo de cara de la modelo. Es un rostro frío, egoísta. La artista ha logrado sacar con trazos reveladores una expresión de malicia y venganza, descanso ahí, y las manos, los dedos entrelazados con los de la otra mano, siendo una clara indicación de tensión nerviosa interna. El tratamiento de tonos de piel y el arreglo en general, llamando la atención de manera sutil pero no obvia hacia los columbines esparcidos en el suelo — esos son excelentes.[93]

Mientras se exhibían varias obras de su trabajo en Australia, ella también estaba creando nuevas obras, incluyendo ilustraciones y retratos de la vida tradicional y costumbres, producidas durante su verano en Brittany. En 1926, Rix Nicholas fue incluida otra vez en la exhibición de la Royal Academie of Art, donde es mostro una de sus pinturas en Brittany, Le Bigouden. Ella también apareció en la exhibición Société Nationale des Beaux-Arts Spring en París. En la cual tuvo ocho obras, un gran número para un solo artista. La sociedad no solo tenía una gran cantidad de sus obras colgadas, sino que la eligieron Associete de la asociación en el mismo año.
A finales de 1926, Rix y Dorothy regresaron juntas a Australia. Motivada por su éxito, Rix Nicholas compró un auto, lo llenó con equipo de pintura y se trasladó para pintar paisajes, desde Canberra y Monaro Plains hasta el sur, en Queensland. Esto incluyendo la atracción de publicidad, ella pintó unas figuras en la playa en Bondi, siendo reportadas por varias publicaciones, incluyendo al revista australiana The Home.

## Wright y Knockalong, 1928–61
Rix Nicholas había conocido a una familia campesina, los Wrights, a principios de 1920, incluyendo a Ned, el sujeto de In Australia. Después de regresar el distrito, se casó con Edgar Wright el 2 de junio de 1920 en Melbourne, y decidieron establecerse en la propiedad de Knockalong, cerca de Delegate. Ella continuo trabajando bajo el nombre de Rix Nicholas, aunque también llegó era conocida como Rix Wright. Su amiga Dorothy Richmond, con quien había visitado la región al inicio de la década, se casó con el Walter, el primo de Edgar Wright, y se establecieron en la misma región. En 1930, Rix Nicholas y su esposo tuvieron su único hijo, a quien llamaron Rix.
Mientras artistas australianos abrazaron el modernismo y se enfocaron en la ciudad, Rix continuo centrándose en la representación de una idea pastoral. En Francia, en la década de 1920, Rix Nicholas había conocido a Roy de Maistre, uno de los primeros australianos en experimentar con la abstracción y ella le pregunto con entusiasmo acerca de su "teoría del color-música". Sin embargo, cuando el modernismo confrontó a Australia en 1920 y 1930, Rix se opuso a él. De cualquier forma, es como una historiadora observó "no había mercado para pintura pos-impresionista en las afueras de New South Wales en la década de 1920". Rix Nicholas busco aprovechar su éxito existente y se enfocaba en retratos con frecuencia, además de que su enfoque a la materia se volvió "más y más didáctica". Las mujeres fueron retratadas con frecuencia, al igual que los trabajadores rurales (The fair Musterer) y en escenas domésticas o familiares (On the Hilltop). Varias imágenes, como en On the Hilltop, Knockalong, los retratos de mujeres con pequeños niños en un ambiente rural fue su "estereotipo femenino". el más representativo fue The Summer House, en el cual se ve a dos amigos de Rix con flores recién cortadas, en el que a diferencia de sus otras obras no hay un paisaje alrededor. Fue una obra con la que Rix nunca estuvo convencida y que nunca mostró. Aun así se convirtió en uno de sus trabajos más conocidos, tuvo una fácil aceptación debido a que muchos críticos aceptaron su trabajo en términos de género de rol convencionales.
Rix Nicholas tuvo más exhibiciones con críticas positivas. Sin embargo, se volvió menos popular en el público, quien compró pocas obras en su última exhibición solo en 1947, y con algunas críticas, quienes no rechazaron su trabajo pero criticaron su falta de innovación. Un crítico, Adrian Lawler, observó:
Rix Nicholas es muy talentosa y tiene su individualidad como artista; pero su perspectiva no es la de una artista con cosas asombrosas por decir...más bien es una amiga australiana que ama la belleza familiar de nuestros paisajes y delicias representadas con esplendor y virilidad.
Otros consideran la exhibición de 1936 en la David Jones Gallery, con calidad desigual, mientras algunos lo consideran fuerte, otros criticaron "nada más que solo bonito y sentimental". Las obras de Rix Nicholas recuerdan con insistencia un didáctica idea de la Australia Rural, pero después de la Segunda Guerra Mundial, el país ya había superado esta etapa. En 1954, The Sydney Morning Herald hizo un crítica, "crudos en color y falta de presentación". concluyendo: "Hay suficiente material de espíritu para llenar los lienzos de Rix, la valentía de estas imágenes es difícil de mantener con el actual conocimiento mostrado. Una cierta humildad, atención a la organización de los detalles y menos combinación de blancos, serían de gran ayuda".
Un viaje final a Europa tuvo lugar en 1950. Ella quiso mostrar a su esposa todos los lugares de Europa que ella conocía bien y para encontrar un profesor de escultura para su hijo Rix. Ella estaba angustiada por los estándares artísticos que descubrió y en cambio desalentó a Rix a seguir las artes.
En seguimiento a su última exhibición una carta de Rix Nicholas a su hijo expresa su desesperación por su carrera artística y el desvanecimiento de la misma en los últimos años:
No hacer nada creativo me está matando. El problema es que ya no hay nadie que se interese que estoy trabajando o no...Siento que la artista en mi está muriendo y la muerte es una agonía...solo uno puede saber que su mejor parte está quedando insatisfecha.
Para este tiempo su salud estaba deteriorándose y su pasión por el arte desvaneciéndose. Rix Nicholas hizo una presentación junto con su hijo en un grupo de exhibición en Sídney, en 1954; ella presentó dos oleos, y su hijo tenía la escultura más grande del show, titulada The Shearer. Murió en Delegate el 3 de agosto de 1961.

## Legado
El rol de género fue uno de los temas recurrentes en la carrera de Rix, para bien y para mal. La frase de un francés para expresar sus habilidades fue "Mademoiselle Rix pinta como un hombre". Un crítico australiano estaba inseguro de qué decir, admirando su composición pero declarando su técnica "fuertemente no femenimo". Pigot consideró que Rix Nicholas busco resaltarse en el arte nacionalista, su carrera fue penalizada por no seguir las reglas establicidas por los hombres". En la referencia de su trabajo A Story of Australian Painting, Mary Eagle y John Jones consideraron que Rix Nicholas, junto con Clarice Beckett, son "las mejores mujeres en emerger de la milla artística de Melbourne en la década de la Primera Guerra Mundial".
Muchas de las obras de Rix Nicholas fueron a colecciones privadas, por lo que los registros son limitados. Muchas más fueron quemadas en la propiedad de la familia después de su muerta en los años 60. Aunque su fortuna recayó en los últimos años de su carrera, en el siglo XXI se vio un incremento en su apreciación. Su obra esta represntada en la mayor parte de las galerías públicas de Australia, incluyendo la Art Gallery of South Australia, National Gallery of Australia y la Queensland Art Gallery, al igual que en otras colecciones como en el Australian War Memorial. Internacionalmente, Rix está representada en la Galerie nationale du Jeu de Paume y en la Leicester Gallery, así como por sus trabajos en Luxemburgo.
Ha habido varias exhibiciones póstumo de las obras de Rix Nicholas: en 1971 en la Joseph Brown Gallery en Melbourne (establecida por el artista Joseph Brown, donador de la colección Joseph Brown), seguida por una exhibición móvil en 1978, mostrada en Art Gallery of New South Wales, the Art Gallery of Ballarat and Macquarie Galleries. La National Gallery of Australia en 2014 escogió The Three Sisters, Blue Mountain como la pintura que buscaría adquirir a través de los Members Acquisition Fund Appeal.